# Gigaspermum repens
Gigaspermum repens là một loài Rêu trong họ Gigaspermaceae. Loài này được (Hook.) Lindb. mô tả khoa học đầu tiên năm 1865.